# Sari-sari-winkel

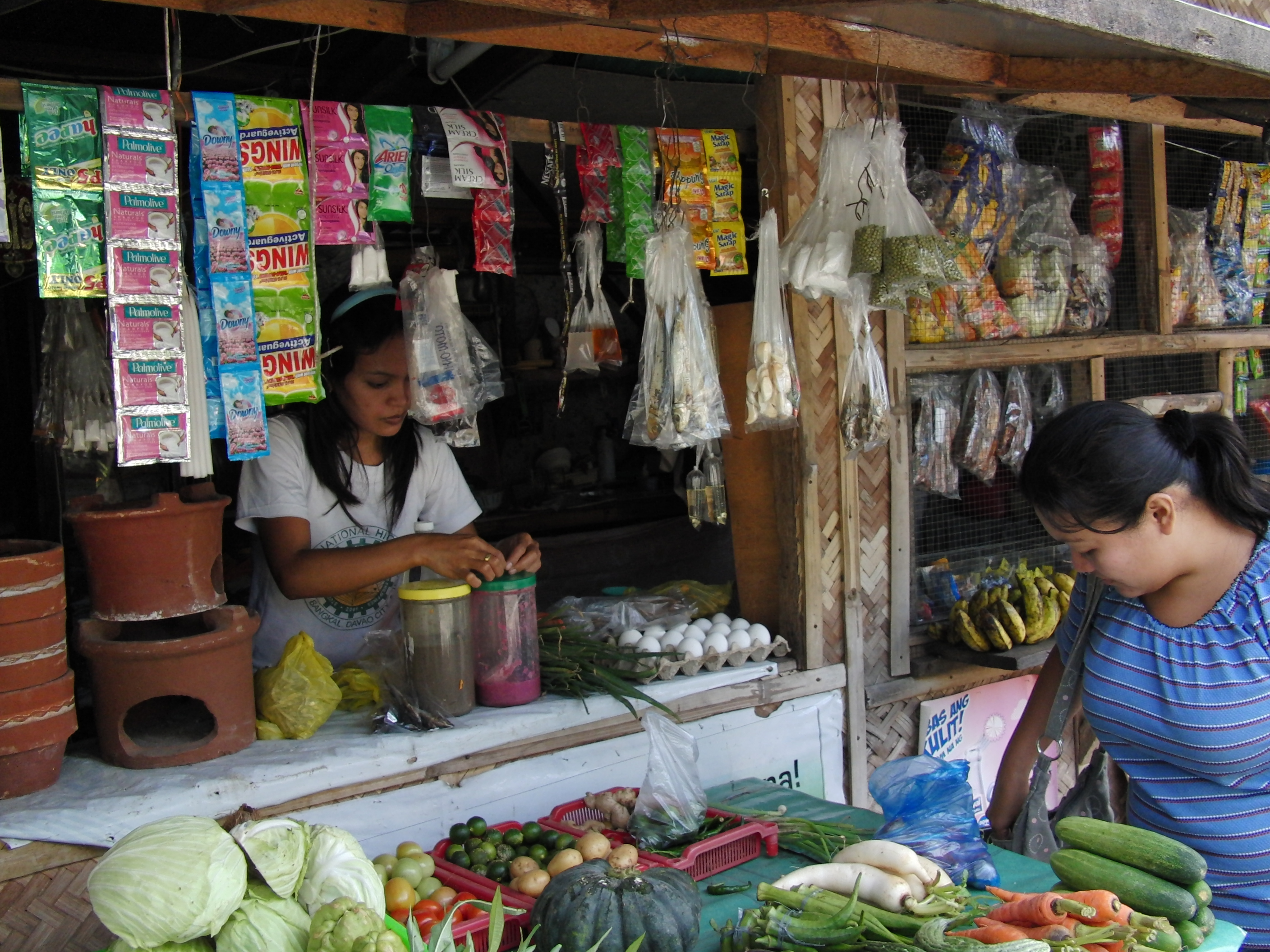
Een sari-sari-winkel in Samal, Davao.

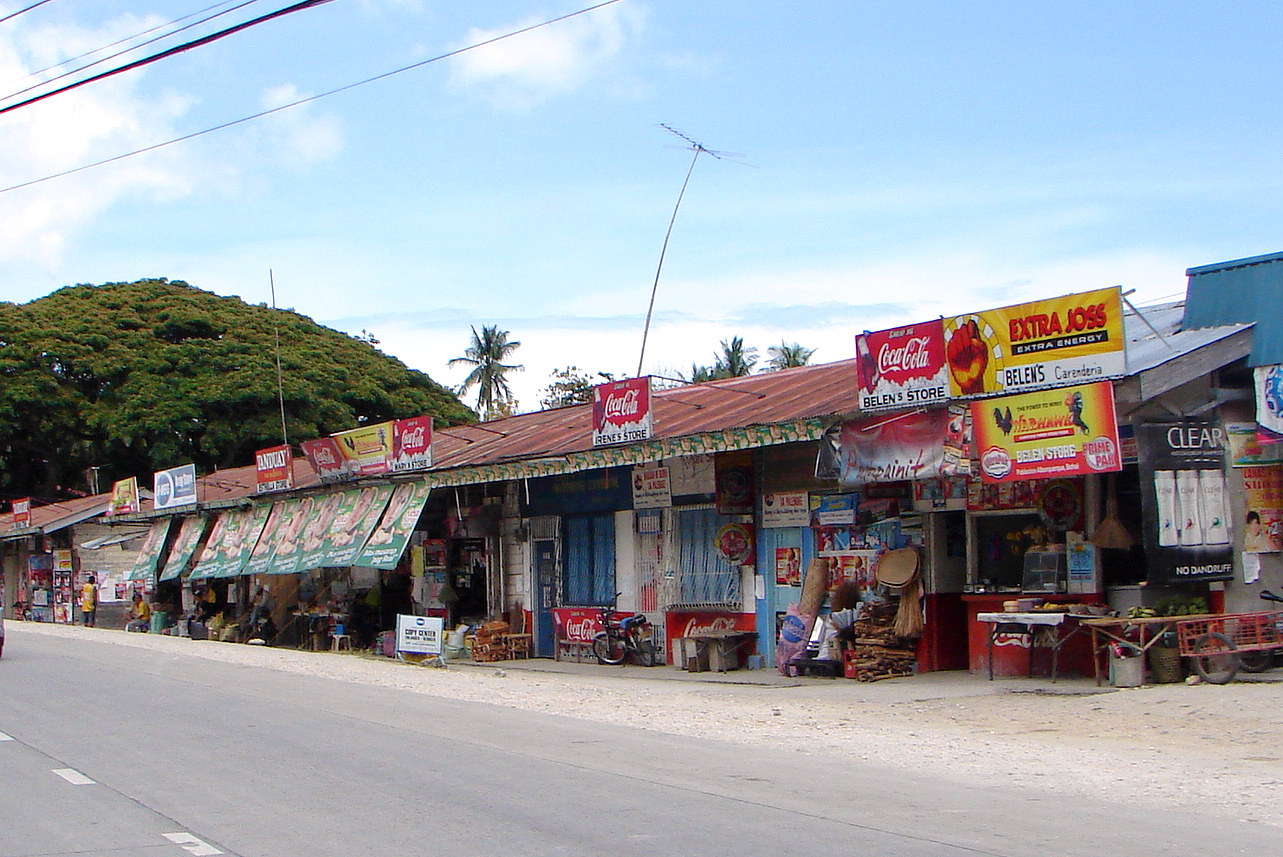
Een rijtje sari-sari-winkels in Alburquerque, Bohol

Een sari-sari-winkel is een kleine supermarkt in de Filipijnen. De sari-sari-winkels komen in het hele land voor en zijn van grote economische en sociale waarde voor de Filipijnse samenleving. Sari-sari-winkels zijn meestal gevestigd in het huis van de eigenaar, vaak langs een doorgaande weg. De klant kan de aangeboden waren zien door een groot raam aan de voorzijde van de winkel. Het aanbod varieert van voedsel, conserven, dranken, snoep, sigaretten en schoonmaakmiddelen tot toiletspullen. Het woord sari-sari is Tagalog en betekent "gevarieerd". 
De sari-sari-winkels vinden hun oorsprong in de jaren dertig toen veel Chinese immigranten dergelijke winkels opzetten. Behalve de eerder genoemde waren werden op gezette tijden ook speciale etenswaren en drankjes aangeboden, zoals pandesal en eieren in de ochtend, mais con hielo (mais met ijs) en saba con hielo (banaan met rijst) in de middag en halo-halo (gemengd fruit met zoete melk en ijs) in de zomer. De sari-sari's werden langzaamaan het sociale centrum van de buurt. Ook tegenwoordig komen sari-sari's nog veel voor. In de meer stedelijke gebieden op de Filipijnen zijn de enorme overdekte winkelcentra echter populairder geworden.